# Pavle Jurina
Pavle Jurina detto Pavo (Našice, 2 gennaio 1955 – Bjelovar, 2 dicembre 2011) è stato un pallamanista e allenatore di pallamano croato che gareggiò nella nazionale jugolasva.

## Biografia
Suo figlio, Jan Jurina, è anch'egli giocatore di pallamano, portiere della Pallamano Carpi 2019.
È scomparso improvvisamente nel 2011 all'età di 56 anni, colto da un malore mentre si trovava in un bar.

## Carriera
Ha partecipato ai Giochi della XXII Olimpiade del 1980 e ai Giochi della XXIII Olimpiade del 1984.
Nel 1980 era un membro della squadra di pallamano jugoslava finita sesta. Ha giocato tutte e sei le partite e segnato 33 gol.
Quattro anni più tardi ha fatto parte della nazionale jugoslava che ha vinto la medaglia d'oro. Ha giocato tutte e sei le partite e segnato cinque gol.
In Italia ha allenato Gaeta, Città Sant'Angelo, Sassari e Alcamo.